# Survival International
Survival International è il movimento mondiale per i diritti dei popoli indigeni. Fondata nel 1969 a Londra, la sua missione è aiutare i popoli indigeni e tribali a difendere le loro vite, le loro terre e i loro fondamentali diritti umani contro ogni forma di persecuzione, razzismo e genocidio.
Survival crede che l'opinione pubblica sia l'unica forza capace di produrre cambiamenti duraturi e per questo ambisce a costruire un grande movimento in grado di metter fine ai trattamenti ingiusti e illegali a cui i popoli indigeni sono sottoposti. Una parte importante del suo lavoro si focalizza sulla demolizione degli atteggiamenti razzisti che li affliggono, sulla sensibilizzazione dell'attenzione pubblica verso le loro storie e sulla valorizzazione delle loro culture e delle loro scelte di vita.
La sua sede centrale è a Londra, ma ha uffici anche a Milano, Parigi, Berlino, Madrid, Amsterdam e San Francisco.

## Storia
Survival International è stata fondata nel 1969 a seguito della pubblicazione di un articolo sul Sunday Times britannico, in cui il giornalista Norman Lewis raccontava del furto delle terre e del genocidio che stava avvenendo nell'Amazzonia brasiliana.
È stata la prima organizzazione nel suo campo ad aver utilizzato l'invio massiccio di lettere come strumento per le sue campagne in diverse parti del mondo, dalla Siberia al Canada, al Kenya. Diverse di queste campagne sono riuscite a cambiare le politiche dei governi rispetto ai diritti dei popoli indigeni. Nel 2000, ad esempio, il Governo indiano abbandonò un piano di sedentarizzazione forzata del popolo Jarawa dopo aver ricevuto circa 150-200 lettere al giorno inviate da tutto il mondo dai sostenitori di Survival. Nel 2001, poco dopo la pubblicazione di un appello di Survival, il governo della Siberia occidentale proibì per cinque anni l'estrazione del petrolio nel territorio del popolo Khanty.
Inoltre, Survival è stata la prima organizzazione a portare all'attenzione pubblica gli effetti distruttivi dei progetti della Banca Mondiale, ora riconosciuti come una delle cause principali della miseria che colpisce molti paesi in via di sviluppo.
Per il suo lavoro Survival ha ricevuto numerosi riconoscimenti prestigiosi, tra cui il Right Livelihood Award (il Premio Nobel alternativo), il Premio Leon Felipe (Spagna) e la Medaglia d'oro della Presidenza della Camera dei Deputati (Italia).
In Italia è presente dal 1989.

## Obiettivi e struttura
Survival lavora su tre livelli complementari: educazione, sostegno e campagne informative. Rifiuta un approccio assistenziale, e aiuta le organizzazioni indigene a svilupparsi in modo autonomo fornendo loro la consulenza tecnica e legale necessaria.
Inoltre, offre ai popoli indigeni un palcoscenico da cui poter parlare al mondo, e fa pressione su governi e organizzazioni internazionali per il varo di leggi sempre più efficaci nella protezione dei loro diritti.
Il progetto educativo di Survival ha come obiettivi la demolizione del falso mito secondo cui questi popoli sono cimeli, destinati a soccombere al “progresso”, e la promozione del rispetto per il loro stile di vita. L'organizzazione crede che i diversi modi di vivere dei popoli indigeni rappresentino un modello importante di sostenibilità con l'ambiente e costituiscano un ricco patrimonio culturale da cui possiamo imparare molto.
(Stephen Corry, Direttore generale di Survival International, Aprile 2007)
Oggi, Survival ha sostenitori in 82 paesi e le sue pubblicazioni sono tradotte in diverse lingue del mondo.
Per mantenere la sua integrità e indipendenza, l'organizzazione non accetta fondi governativi ma si autofinanzia completamente grazie alle donazioni dei suoi sostenitori e ai proventi di piccole attività di raccolta fondi.

## Popoli indigeni e campagne
I popoli indigeni del mondo contano almeno 370 milioni di persone e rappresentano il 6% della popolazione del nostro pianeta.
“Sfrattati dai coloni e dallo sfruttamento forestale e minerario, inondati dall'acqua delle dighe e sterminati da malattie verso cui non hanno difese immunitarie, nel nome del progresso, i popoli indigeni contemporanei continuano ad essere privati dei loro mezzi di sussistenza e della loro libertà e ad essere violentati, uccisi o costretti ad omologarsi a società aliene.”
Survival non sostiene la teoria della conservazione dei popoli tribali in uno stato “originario”, né vuole che vivano protetti come animali in uno zoo o reperti in un museo.
Al contrario, l'organizzazione lavora perché il mondo riconosca i loro diritti all'autodeterminazione, alla sopravvivenza fisica e culturale, e alla proprietà delle terre ancestrali.
In particolare, il diritto al riconoscimento delle proprie terre tradizionali è un elemento fondamentale per la sopravvivenza degli indigeni: la terra dà loro mezzi di sostentamento e la possibilità di sviluppare la propria cultura, garantendo libertà e diritti.
Survival ha lanciato campagne di informazione e pressione in ogni parte del mondo, attualmente segue casi in più di 40 paesi.
La minaccia più comune che devono affrontare i popoli indigeni è l'invasione delle loro terre da parte di compagnie petrolifere o minerarie, allevatori e taglialegna. Regolarmente, le invasioni portano a sfratti forzati, a violenze, alla perdita dei mezzi di sussistenza e a traumatici cambiamenti di stile di vita.
Inoltre, i popoli che vivono isolati sono particolarmente vulnerabili alle malattie importate dall'esterno, verso cui non hanno difese immunitarie: questa minaccia basta da sola a fare scomparire un'intera tribù dalla faccia della terra.
La campagna per salvare gli Awá del Brasile è una delle ultime lanciate dall'organizzazione. Coloni e taglialegna illegali hanno invaso la foresta dove vive la tribù: gli invasori aprono strade, cacciano la selvaggina da cui gli Awá dipendono ed espongono la tribù a malattie e violenze brutali. Proprio per la gravità della situazione, Survival ha definito gli Awá, “la tribù più minacciata del mondo”.
Un altro aspetto su cui Survival pone particolare attenzione è la descrizione degli indigeni come “primitivi” o “uomini all'età della pietra”; parole che rafforzano la falsa idea che questi popoli siano rimasti immutati per generazioni. Una simile percezione è molto pericolosa perché alimenta i pregiudizi e serve a legittimare la violazione dei loro diritti: affermare, erroneamente, che i popoli indigeni non si sono mai evoluti, giustifica l'idea che abbiano bisogno di “aiuto” per “svilupparsi” e “civilizzarsi”.
L'impatto del mondo esterno sull'esistenza dei popoli indigeni e della loro cultura è davvero drammatico.
I mutamenti imposti con la forza agli abitanti indigeni nel nome del “progresso” portano invariabilmente ad un peggioramento della qualità della loro vita, all'aumento delle malattie e a violenze. I popoli tribali dovrebbero poter mantenere sempre il controllo delle proprie vite.
L'organizzazione ha raccontato gli effetti di questo progresso forzato nel rapporto “Il progresso può uccidere".
Survival ha richiamato con forza l'attenzione anche sul drastico aumento di suicidi registrato tra alcuni popoli indigeni come conseguenza delle persecuzioni e delle interferenze nelle loro vite e culture; tra i più colpiti ci sono gli Innu del Canada, gli Aborigeni australiani e i Guaraní del Brasile.
A seguito dei trasferimenti e della sedentarizzazione forzati, infatti, molti indigeni si ritrovano a vivere in ambienti a cui non sono abituati, dove non hanno nulla di utile da fare e sono trattati con sdegno razzista dai nuovi vicini. Alienati e senza speranze finiscono per rifugiarsi nella droga e nell'alcool. Le violenze domestiche e gli abusi sessuali si diffondono: molti decidono di suicidarsi.
(Testimone – Dongria Kondh, India)

## Curiosità
Il lavoro di Survival International ha ricevuto il sostegno di numerose personalità di fama internazionale; tra gli altri, Richard Gere si è espresso in difesa della tribù dei Chakma in Bangladesh, Judi Dench ha denunciato la difficile situazione in cui vivono gli Arhuaco in Colombia, e Colin Firth è attualmente il testimonial della campagna per salvare gli Awá.
Tra gli “ambasciatori” di Survival ci sono Gillian Anderson, Quentin Blake e Julie Christie.
Numerosi scrittori, artisti, fotografi e celebrità hanno contribuito alla realizzazione del libro “Siamo tutti uno”, pubblicato in occasione del 40º anniversario dell'organizzazione. Alcuni nomi: Yann Arthus-Bertrand, Noam Chomsky, A.C. Grayling, Richard Gere, Jane Goodall, Germaine Greer, Damien Hirst, Peter Matthiessen, Don McCullin, George Monbiot, Carlo Petrini, Sebastião Salgado, Vandana Shiva, Arundhati Roy e Desmond Tutu.
In Italia, il lavoro di Survival è stato supportato da personalità come Ottavia Piccolo, Claudio Santamaria, Nicolo Buongiorno e Pino Insegno. Nel 2000, i maestri Riccardo Muti e Maurizio Pollini hanno dedicato un concerto ai popoli indigeni del mondo e all'organizzazione, al Teatro alla Scala di Milano.
Inoltre, alla campagna di Survival per i Guarani, e all'assassinio del leader indigeno Marcos Veron, si è ispirato il regista Marco Bechis per la realizzazione del suo film La terra degli uomini rossi - Birdwatchers, nel 2008. Sempre nel 2008, il documentarista della BBC Bruce Parry ha riunito alcune importanti star della musica per registrare Amazon/Tribe – Songs for Survival, un doppio album di raccolta fondi per l'organizzazione. Tra gli artisti che hanno partecipato: Mike Oldfield, Jason Mraz, Tom Baxter e will.i.am.

## Pubblicazioni
- I Custodi della Terra, Honour Drysdale, Survival International, 1994.
- Arrivano i nostri!, Oren Ginzburg, Hungry man books, 2005.
- Il progresso può uccidere, Survival International, 2007.
- La verità più scomoda di tutte - I cambiamenti climatici e i popoli indigeni, Survival International, 2009.
- Siamo tutti uno, Joanna Eede, edizione italiana Logos, 2009.
- ILO 169, Francesca Casella, Survival International, 2009.
- Il ritorno delle grandi dighe - una grave minaccia al futuro dei popoli indigeni, Survival International, 2010.
- Tribal peoples for tomorrow's world Archiviato il 18 aprile 2013 in Internet Archive., Stephen Corry, Freeman Press, 2011.